# Potro (Automarke)
Potro war eine brasilianische Automarke.

## Markengeschichte
Ein Unternehmen aus Recife begann Ende der 1980er Jahre mit der Produktion von Automobilen. Der Markenname lautete Potro. In den 1990er Jahren endete die Produktion.

## Fahrzeuge
Im Angebot standen zwei VW-Buggies. Sie basierten auf einem gekürzten Fahrgestell von Volkswagen do Brasil. Die offene Karosserie ohne Türen bestand aus Fiberglas. Hinter den vorderen Sitzen war eine Überrollvorrichtung. Eckige Scheinwerfer waren in die Fahrzeugfront integriert. Ein luftgekühlter Vierzylinder-Boxermotor im Heck trieb die Hinterräder an.